# تراورزتولو
تراورزتولو (به ایتالیایی: Traversetolo) یک کومونه در ایتالیا است که در استان پارما واقع شده‌است. تراورزتولو ۵۴٫۶ کیلومتر مربع مساحت و ۹٬۰۱۲ نفر جمعیت دارد و ۱۷۰ متر بالاتر از سطح دریا واقع شده‌است.

## خواهرخوانده
شهر ماjانو خواهرخواندهٔ تراورزتولو هست.